# Eupolybothrus nudicornis
Eupolybothrus nudicornis är en mångfotingart som först beskrevs av Paul Gervais 1837.  Eupolybothrus nudicornis ingår i släktet Eupolybothrus och familjen stenkrypare. Inga underarter finns listade i Catalogue of Life.